# Astragalus atwoodii
Astragalus atwoodii är en ärtväxtart som beskrevs av Stanley Larson Welsh och K.H.Thorne. Astragalus atwoodii ingår i släktet vedlar, och familjen ärtväxter. Inga underarter finns listade i Catalogue of Life.